# Арена Лапландії
Арена Лапландії — палац спорту та культури у Рованіемі, побудований у 2003 році.

## Опис
Арена Лапландії — багатофункціональна споруда в Рованіемі, де проводяться спортивні заходи, концерти і ярмарки. Вона розташована в комплексі будівель спортивного університету Лапландії і є критою льодовою ареною. У залі 3500 місць, на першому поверсі 1700 місць. У той же час, на концерті можна розмістити 4780 осіб в залі. Арена може бути перетворена з ковзанки на концертний або конференц-зал приблизно за чотири години.
У спортивній частині арена в основному використовується для льодових видів спорту, але є і серії ігор для волейболу SM. На арені є три льодових майданчика: одна стандартного розміру (28 х 58 м) і дві тренувальні доріжки (hh1 і hh2). На стадіоні є три ресторани і VIP-об'єкти, в тому числі VIP-лофт з сауною. На арені також є кроссфіт.
Арена Лапландії є домашньою для хокейної команди « Рованіемі Кієкко» (Друга хокейна ліга). Також на арені проводять змагання юніори, і спортсмени з фігурного катання.